# Brabcová
Brabcová je bývalá usedlost v Praze 5-Smíchově, která stojí v areálu Kinského zahrady, vpravo za vchodem do parku z náměstí Kinských. Spolu s letohrádkem je chráněna jako kulturní památka.

## Historie
Na jihovýchodním svahu Petřína bývala vinice již v 15. století. Vlastnil ji až do roku 1419 cisterciácký klášter v Plasích, který o ni přišel při husitských bouřích. Opuštěný pozemek byl rozparcelován a to dalo vzniknout několik samostatným vinicím a zahradám - Brabcové, Husince, Mouřenínce, Peldřimovské, Plaské a Štikovně.
Husinka své jméno získala patrně od majitele Augustina, mydláře od husí, který ji jako obnovenou držel v letech 1438 až 1469. Po další vinici, Brabcové, kterou vlastnil slepý vysloužilec Brabec, se zpustlému a křovinami zarostlému místu pod Petřínem říkalo Vrabcovna. Kromě těchto usedlostí tu stálo také několik dalších obydlí s malými zelinářskými zahradami.
Husinka později dostala čp. 97 a Brabcová čp. 95. Brabcová je doložena také v polovině 18. století, kdy pro tereziánský katastr přiznal Jan Ignác Mayer z Mayersbachu vinici na Petříně „Brabcovej grunt“. K tomuto dvoru náleželo 7 strychů polí a 5 strychů vinic a zahrad. Daň byla placena kostelu v Týně.
Koncem 18. století vlastnila pozemky a stavby na nich rodina Kinských. Poté byla Brabcová v majetku hraběnky Alžběty Westphalenové z Fürstenbergu a od roku 1817 v majetku pražského měšťana Václava Novotného. Nakonec se dostala zpět do rukou Kinských a byla začleněna do nově založené zahrady.
Brabcová čp. 95 slouží jako vrátnice za vchodem do zahrady, číslo popisné 97, které patřilo Husince, nese objekt zvaný „Švýcárna“.